# Matt LeBlanc
Matt LeBlanc, all'anagrafe Matthew Steven LeBlanc (Newton, 25 luglio 1967), è un attore statunitense.
Ha ricevuto riconoscimenti nazionali ed internazionali per la sua interpretazione di Joey Tribbiani nella popolare sitcom Friends della NBC, trasmessa dal 1994 al 2004; per il suo lavoro in Friends, LeBlanc ha ricevuto tre nomination agli Emmy Award. Ha anche interpretato una versione fittizia di se stesso nella serie comica della BBC / Showtime Episodes (2011-2017), per la quale ha vinto un Golden Globe e ha ricevuto altre quattro nomination agli Emmy Award. Dal 2016 ha condotto la serie della BBC Top Gear e ha interpretato Adam Burns nella sitcom della CBS Papà a tempo pieno.

## Biografia
LeBlanc nasce a Newton, nel Massachusetts, il 25 luglio 1967, figlio di Paul LeBlanc, un meccanico statunitense di origini franco-canadesi, e di Patricia Di Cillo, una segretaria statunitense, a sua volta figlia di immigrati italiani originari di Arce (in provincia di Frosinone). I genitori divorziarono quando lui non era che un bambino e, di conseguenza, crebbe con la madre. Ha un fratellastro più giovane, Justin LeBlanc, che vive in Australia.
Si è diplomato alla Newton North High School nel 1985.

### Carriera

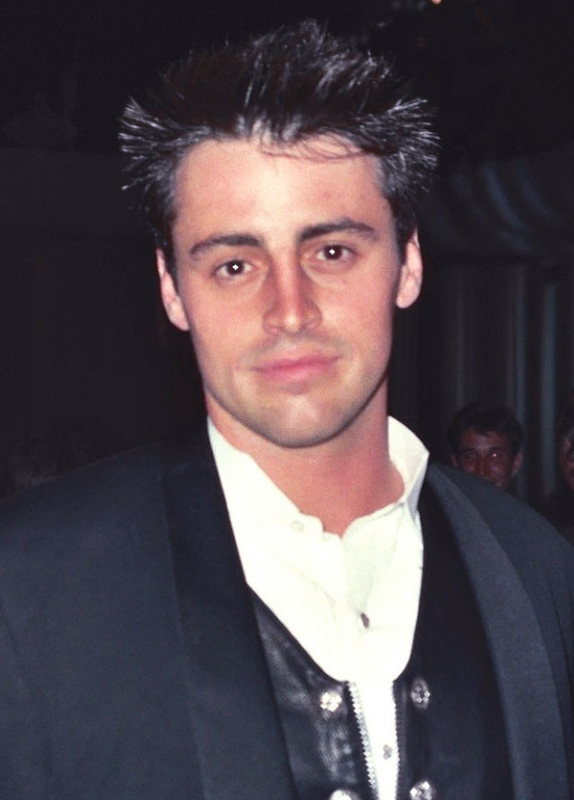
Matt LeBlanc ai Premi Emmy 1995

Prima di aver successo come attore, LeBlanc lavorava come fotomodello, ed apparve sulla copertina della Spartacus International Gay Guide nel 1991 (da notare che le avvertenze della guida specificano che la presenza del modello non implica sue preferenze sessuali), e nel video di Walk Away di Alanis Morissette. Inoltre ha recitato in alcuni spot pubblicitari, come quello per i jeans Levi's, il ketchup Heinz, la bibita 7up, le videocassette Le Clic e la Coca-Cola.
Oltre ai suoi ruoli in Friends e Joey, LeBlanc è anche apparso in film di successo come Lost in Space - Perduti nello spazio, Charlie's Angels, e Charlie's Angels - Più che mai, e in altri come Ed - Un campione per amico, The killing box, All the Queen's men e Lookin' Italian. Ha inoltre interpretato Vinnie Verducci, fidanzato di Kelly Bundy, in Sposati... con figli all'inizio degli anni novanta, e nel suo sequel Top of the Heap, che ebbe minor fortuna.
LeBlanc ha anche partecipato ad alcuni video musicali e in particolare aveva partecipato come comparsa nel videoclip della canzone Miracle di Jon Bon Jovi nel 1990 per poi apparire nel video della canzone dei Bon Jovi Say it isn't so una decina d'anni più tardi, questa volta come guest-star.
Nell'autunno del 2004, sei mesi dopo la fine di Friends, è diventato il protagonista dello spin-off Joey, ma la serie non è riuscita ad ereditare la fortuna del predecessore, e la NBC ha annunciato a maggio del 2006 di averla cancellata.
Dal 2011 interpreta se stesso nella serie televisiva commedia Episodes, in onda su Showtime. La serie è scritta dal co-creatore di Friends, David Crane insieme al suo compagno Jeffrey Klarik. LeBlanc ha vinto il Golden Globe del 2012 per Miglior attore in una serie tv commedia per la sua performance. Nel 2016 viene annunciato che condurrà insieme a Chris Harris la nuova edizione di Top Gear.

## Vita privata
LeBlanc era sposato con Melissa McKnight, con cui l'8 febbraio 2004 ha avuto una figlia, Marina Pearl LeBlanc, nata affetta da displasia corticale. La coppia si è separata ufficialmente all'inizio del 2006, e a marzo è stato chiesto il divorzio, per la cui causa ha deciso di rinunciare a un avvocato e difendersi da solo. In seguito ha iniziato una relazione con la co-protagonista di Joey, Andrea Anders, conclusa nel gennaio 2015. Nel 2016 intraprende una relazione con Aurora Mulligan, produttrice di Top Gear. La coppia si è separata nel 2022.

## Filmografia

### Attore

#### Cinema
- Doll Day Afternoon, regia di Sandy McLeod - cortometraggio (1987)
- Killing Box, regia di George Hickenlooper (1993)
- Lookin' Italian, regia di Guy Magar (1994)
- Ed - Un campione per amico (Ed), regia di Bill Couturié (1996)
- Lost in Space - Perduti nello spazio (Lost in Space), regia di Stephen Hopkins (1998)
- Charlie's Angels, regia di McG (2000)
- All the Queen's Men, regia di Stefan Ruzowitzky (2001)
- Charlie's Angels - Più che mai (Charlie's Angels: Full Throttle), regia di McG (2003)
- Lovesick, regia di Luke Matheny (2014)

#### Televisione
- TV 101 - serie TV, 13 episodi (1988)
- Dieci sono pochi (Just the Ten of Us) - serie TV, episodi 3x02-3x08 (1989)
- Mare forza 7 (Anything to Survive), regia di Zale Dalen - film TV (1990)
- Monsters - serie TV, episodio 3x08 (1990)
- Sposati... con figli (Married with Children) - serie TV, episodi 5x17-5x20-6x09 (1991)
- Top of the Heap - serie TV, 7 episodi (1991)
- Vinnie & Bobby - serie TV, 7 episodi (1991-1992)
- Red Shoe Diaries - serie TV, episodi 1x05-2x04 (1993)
- Class of '96 - serie TV, episodio 1x12 (1993)
- Rebel Highway - serie TV, episodio 1x10 (1994)
- Friends - serie TV, 236 episodi (1994-2004)
- Joey - serie TV, 46 episodi (2004-2006)
- Episodes - serie TV, 41 episodi (2011-2017)
- Web Therapy - webserie, episodi 3x07-3x08 5x22-5x23-5x24 (2013)
- Top Gear - Co-conduttore programma televisivo, (2016-2019)
- Papà a tempo pieno (Man with a Plan) - serie TV, 69 episodi (2016-2020)
- Friends: The Reunion, regia di Ben Winston - special TV (2021)

#### Videoclip
- Miracle di Jon Bon Jovi (1990)
- Into the Great Wide Open di Tom Petty (1991)
- Say Isn't So di Bon Jovi (2000)

### Produttore
- The Prince, regia di Gavin O'Connor - film TV (2006)
- Jonah Hex, regia di Jimmy Hayward (2010) - produttore esecutivo

## Doppiatori italiani
Nelle versioni in lingua italiana dei suoi lavori, Matt LeBlanc è stato doppiato da:
- Vittorio De Angelis in Friends, Lost in Space - Perduti nello spazio, Charlie's Angels, Charlie's Angels - Più che mai, Joey
- Massimo Bitossi in Papà a tempo pieno, Friends: The Reunion
- Vittorio Guerrieri in Ed - Un campione per amico, Top Gear